# Diosdado Simón
Diosdado Simón (Torremenga, 15 ottobre 1954 – Cáceres, 28 aprile 2002) è stato un biologo e botanico spagnolo.
Ha studiato biologia nell'Università Complutense di Madrid, ha investigato nella vegetazione dell'Estremadura. È stato il direttore di parchi e giardini di Cáceres e membro del ADENEX.
È morto di cancro ai polmoni nel 2002, quando si stava preparando per la mostra di orchidee, Por huevos. Era sposato con l'avvocato Dolores Neria della quale hanno due figli.
Il Consiglio comunale ha dato il suo nome a un giardino, il Jardín Diosdado Simón, che si trova nel Museo de Pedrilla e nel Museo de Guayasamín.